# アラブ首長国連邦関係記事の一覧
アラブ首長国連邦関係記事の一覧（アラブしゅちょうこくれんぽう かんけいきじのいちらん）は、アラブ首長国連邦に関係する記事を50音順に並べたもの。

## あ
- アジュマーン
- アトランティス・ザ・パーム
- アドレス・ダウンタウン・ドバイ
- アブダビ
- アブダビ国際空港
- アブダビ・トラム
- アラブ首長国連邦
- アラブ首長国連邦軍
- アラブ首長国連邦の国章
- アラブ首長国連邦の国旗
- アラブ首長国連邦の首長国
- アラブ首長国連邦の地理
- アラブ首長国連邦の法
- アル・アイン
- アルアイン国際空港
- アル・ブルジュ
- アール・マクトゥーム国際空港
- アール・マクトゥーム・スタジアム
- アール・ラーシド・スタジアム
- アル・ワスル
- ウンム・アル＝カイワイン
- エア・アラビア
- エティハド航空
- エミレーツ・オフィス・タワー
- エミレーツ航空
- エミレーツ・パーク・タワーズ・ホテル・アンド・スパ
- エリート・タワーズ

## か
- ガルフエア771便爆破事件
- カン・パシフィック航空
- キャピタルゲートビル
- グッゲンハイム・アブ・ダビ
- グリーン・ライン (ドバイメトロ)
- 国際クリケット評議会

## さ
- 在アラブ首長国連邦日本人
- サウジアラビア＝アラブ首長国連邦国境
- ザ・セブンズ
- サディヤット島
- ザ・ユニバース
- ザ・ラグーンズ
- ジ・インデックス
- シャルジャ
- シャールジャ国際空港
- ジュメイラ
- ジュメイラ・インターナショナル
- ジュメイラ・ガーデン・シティ
- ジュメイラ・ビーチ・ホテル
- ジュメイラ・モノレール
- スキー・ドバイ
- セントラル・マーケット

## た
- ダーロ航空
- ドバイ
- ドバイ・インターナショナル・ファイナンシャル・センター
- ドバイ・オートドローム
- ドバイ金融市場
- ドバイ国際映画祭
- ドバイ国際空港
- ドバイ・スポーツ・シティ
- ドバイ日本人学校
- ドバイ・ファウンテン
- ドバイ・ポーツ・ワールド
- ドバイマリーナ
- ドバイ・マリタイム・シティ
- ドバイ・メディア・シティ
- ドバイメトロ
- ドバイ・モール
- ドバイランド

## な
- ナド・アルシバ競馬場

## は
- ハイドロポリス
- パーム・アイランド
- パーム・ジェベル・アリ
- パーム・ジュメイラ
- パーム・デイラ
- ビジネスベイ
- フジャイラ
- フジャイラ国際空港
- フライドバイ
- プリンセスタワー
- ブルジュ・アル・アラブ
- ブルジュ・ハリファ
- ペントミニアム
- ボース・ドバイ

## ま
- マクトゥーム・ビン・ラーシド・アール・マクトゥーム・スタジアム
- マディナ・ジュメイラ
- ムサンダム半島
- メイダン競馬場
- モール・オブ・ジ・エミレーツ

## や
- ヤス島 (アブダビ)

## ら
- ラアス・アル＝ハイマ
- ラアス・アル＝ハイマ国際空港
- リワ・オアシス
- レッド・ライン (ドバイメトロ)
- ローズタワー

## わ
- ワフィ・シティー

## 英数字
- D1 (ドバイ)
- RAKエアウィズ
- UPS航空6便墜落事故
- The World (人工島)